# 9-я кавалерийская дивизия (Российская империя)
9-я кавалерийская дивизия — кавалерийское соединение в составе Русской императорской армии.
Штаб дивизии: Киев. С 1 ноября 1876 года входила в 9-й армейский корпус.

## История дивизии
1875—1918 — 9-я кавалерийская дивизия.
Сформирована 27 июля 1875 года в ходе общей реорганизации кавалерии в составе двух бригад (по 2 полка в каждой).
В период Первой мировой войны дивизия - активная участница Рава-Русской операции 1914 г., Заднестровской операции 26 апреля - 2 мая 1915 г. и Наступления Юго-Западного фронта 1916 г.
К январю 1918 года дивизия, находившаяся в составе 8-й армии, была украинизирована. Согласно приказу по Румынскому фронту от 19 февраля 1918 г. дивизия считалась расформированной с 10 января 1918 года.

### В Белой армии
В конце 1917 года ротмистр В. Н. Выгран, служивший в 9-м уланском Бугском полку, собрал большинство наличных офицеров дивизии и прибыл с ними в Добровольческую армию, где в 1918 году сформировал сводный полк 9-й кавалерийской дивизии в составе 1-й кавалерийской дивизии.

Единственный полк из шести полков 1-й дивизии вполне сохранившийся, достигший сравнительно огромного состава — полк 9-й кавалерийской дивизии, который еще в начале октября был отправлен на внутренний фронт и там в сравнительно легкой обстановке, без больших потерь достиг девятиэскадронного состава по 70 шашек при 50 пулеметах. Зная честное отношение гг. офицеров к делу, я уверен, что если была бы возможность все части 1-й кавалерийской дивизии сменить полком 9-й кавалерийской дивизии и дать этой дивизии хотя один месяц сроку для пополнения, то она бы вновь представила ту солидную силу, каковой была в начале своего похода.— Рапорт генерал-майора Чекотовского
Приказом от 2 июля 1919 года Выгран был утвержден в должности командира Сводного полка 9-й кавалерийской дивизии с производством в полковники.

Осенью 1919 года, после взятия города Севска, орловской губернии, Сводному полку 9-й кавалерийской дивизии было приказано идти на станцию Путивль для погрузки в эшелоны. Нас перебрасывали в отряд генерала Ревишина на махновский фронт, в район Екатеринослав — Александровска. К этому времени полк имел 9 эскадронов по 3 от каждого полка, входящих в состав 9-й кавалерийской дивизии (казанских драгун, бугских улан и киевских гусар), и представлял собой самую крупную часть кавалерийского корпуса.— Кох С.Э. Встреча с Махновцами
В начале 1920 года в Крыму полк был развернут в 9-ю кавалерийскую дивизию, которая приняла участие в боях против 13-й армии красных на Перекопе в феврале-апреле 1920 года. Дивизия понесла большие потери и была сведена в 6-й кавалерийский полк.

## Состав дивизии
- 1-я бригада (Белая Церковь)
  - 9-й драгунский Казанский Е. И. В. Великой Княжны Марии Николаевны полк
  - 9-й уланский Бугский Е. К. В. Эрц-Герцога Австрийского Франца-Фердинанда полк
- 2-я бригада (Киев)
  - 9-й гусарский Киевский генерал-фельдмаршала князя Николая Репнина полк
  - 1-й Уральский казачий полк
- 9-й конно-артиллерийский дивизион (Житомир)

## Командование дивизии
(Командующий в дореволюционной терминологии означал временно исполняющего обязанности начальника или командира. Должности начальника дивизии соответствовал чин генерал-лейтенанта, и при назначении на эту должность генерал-майоров они оставались командующими до момента своего производства в генерал-лейтенанты).

### Начальники дивизии
- 27.07.1875 — хх.01.1876[~ 1] — командующий генерал-майор Калагеоргий, Николай Иванович
- 22.02.1876 — 01.11.1876 — командующий генерал-майор Половцев, Михаил Викторович

- 01.11.1876 — 27.10.1883  — генерал-майор (с 10.07.1878 генерал-лейтенант) Лашкарёв, Григорий Александрович
- 27.10.1883 — 30.08.1885 — командующий генерал-майор Бороздин, Георгий Александрович
- 30.08.1885 — 21.06.1896 — генерал-майор (с 30.08.1886 генерал-лейтенант) Новицкий, Николай Дементьевич
- 18.03.1896 — 17.03.1900 — генерал-майор (с 14.05.1896 генерал-лейтенант) Лесли, Александр Александрович
- 26.04.1900 — 16.12.1904 — генерал-лейтенант Де-Витте, Константин Павлович
- 10.01.1905 — 21.05.1908 — генерал-майор (с 17.04.1905 генерал-лейтенант) Карганов, Адам Соломонович
- 21.05.1908 — 30.12.1908 — генерал-лейтенант Преженцов, Яков Богданович
- 07.01.1909 — 04.09.1911 — генерал-майор (с 06.12.1909 генерал-лейтенант) Сухомлинов, Николай Александрович
- 04.09.1911 — 06.04.1917 — генерал-лейтенант князь Бегильдеев, Константин Сергеевич
- 06.04.1917 — 30.04.1917 — генерал-лейтенант князь Туманов, Константин Александрович
- 04.05.1917 — хх.хх.хххх — генерал-майор (с 22.10.1917 генерал-лейтенант) барон фон Штемпель, Николай Аркадьевич

### Начальники штаба дивизии
- 27.07.1875 — 30.08.1876 — полковник Кузьминский, Болеслав (Вячеслав) Антонович
- 30.08.1876 — 01.01.1877 — полковник Костенко, Михаил Фёдорович
- 01.01.1877 — 25.04.1878 — полковник Макшеев-Машонов, Николай Александрович
- 06.05.1878 — 19.06.1889 — подполковник (с 30.08.1878 полковник) Шутлеворт, Николай Васильевич
- 21.07.1889 — 29.04.1891 — полковник Пржевлоцкий, Константин Ефимович
- 30.05.1891 — 01.07.1891 — полковник Бертельс, Оскар Андреевич
- 05.07.1891 — 24.02.1892 — полковник Морозов, Фаддей Андреевич
- 24.02.1892 — 29.07.1896  — полковник Оболешев, Александр Дмитриевич
- 05.08.1896 — 16.12.1899 — полковник Вебель, Фердинанд Маврикиевич
- 02.01.1900 — 11.05.1900 — полковник барон фон Бер, Сергей Эрнестович
- 25.05.1900 — 17.01.1902 — полковник Толмачёв, Иван Николаевич
- 09.02.1902 — 14.11.1904 — полковник Хитрово, Владимир Михайлович
- 07.12.1904 — 28.08.1905 — полковник фон Стааль, Николай Фердинандович
- 28.09.1905 — 16.01.1909 — полковник Ганжа, Павел Львович
- 24.01.1909 — 09.04.1910 — полковник Кулжинский, Сергей Николаевич
- 09.04.1910 — 03.06.1911 — полковник Арапов, Николай Иванович
- 09.07.1911 — 25.06.1915 — полковник Оноприенко, Александр Александрович
- 11.07.1915 — 13.01.1917 — и. д. подполковник Фукс, Лев Эдуардович
- 20.01.1917 — 03.07.1917 — полковник Бражников, Николай Константинович
- 07.07.1917 — 03.09.1917 — полковник Ревишин, Александр Петрович
- 28.09.1917 — хх.хх.хххх — полковник Шостаков, Алексей Николаевич

### Командиры 1-й бригады
- 27.07.1875 — 31.01.1876 — генерал-майор Павленков, Гавриил Емельянович
- 31.01.1876 — хх.хх.1878 — генерал-майор Ратеев,  Аполлон Иванович
- 03.02.1878 — 10.08.1892 — генерал-майор Корево, Ярослав Викторович
- 12.08.1892 — 18.02.1899 — генерал-майор Де-Витте, Константин Павлович
- 01.03.1899 — 16.01.1901 — генерал-майор Степанов, Николай Петрович
- 06.02.1901 — 02.12.1901 — генерал-майор Назаров, Константин Александрович
- 02.12.1901 — 13.12.1902 — генерал-майор Сахаров, Василий Михайлович
- 03.02.1903 — 07.01.1909 — генерал-майор Сухомлинов, Николай Александрович
- 11.02.1909 — 27.11.1912 — генерал-майор Мошнин, Владимир Александрович
- 05.12.1912 — 28.02.1916 — генерал-майор князь Туманов, Константин Александрович
- 28.02.1916 — 13.04.1917 — генерал-майор Кузьмин-Короваев, Константин Константинович

### Командиры 2-й бригады
- 27.07.1875 — 24.08.1875 — генерал-майор Косич (Косыч), Андрей Иванович
- 24.08.1875 — 01.11.1876 — генерал-майор Лашкарёв, Григорий Александрович
- 07.11.1876 — 09.09.1877[~ 2] — генерал-майор Ольдекоп, Вильгельм Карлович
- 02.10.1877 — 23.02.1878 — генерал-майор Чернозубов, Григорий Фёдорович
- 23.02.1878 — 22.07.1878 — генерал-майор Лермонтов, Александр Михайлович
- 22.07.1878 — 29.09.1878 — генерал-майор Сюннерберг, Константин Карлович
- 29.09.1878 — 25.09.1884 — генерал-майор Гадолин, Карл Вильгельмович
- 20.10.1884 — 10.08.1885 — генерал-майор Гарденин, Яков Александрович
- 10.08.1885 — 23.11.1886 — генерал-майор Свиты Е. И. В. барон Мейендорф, Николай Егорович
- 10.12.1886 — 17.12.1896 — генерал-майор Мерклинг, Николай Иванович
- 24.12.1896 — 22.05.1902 — генерал-майор Чавчавадзе, Арчил Гульбатович
- 05.06.1902 — 21.08.1907 — генерал-майор Верёвкин, Михаил Николаевич
- 31.08.1907 — 22.10.1910 — генерал-майор Алымов, Аполлинарий Александрович
- 24.11.1910 — 07.08.1912 — генерал-майор князь Урусов, Николай Валерьевич
- 07.08.1912 — 27.11.1912 — генерал-майор Драгомиров, Абрам Михайлович
- 27.11.1912 — 26.02.1917 — генерал-майор (с 17.08.1916 генерал-лейтенант) Мошнин, Владимир Александрович
- 08.03.1917 — хх.хх.хххх — генерал-майор Исарлов, Иосиф Лукич
- 03.05.1917 — хх.хх.хххх — генерал-майор Бородин, Михаил Никанорович

### Дивизионная артиллерия

#### Командиры Донской казачьей № 2-го конно-артиллерийской батареи
Батарея была сформирована 17 августа 1875 г. и приписана к 9-й кавалерийской дивизии.
- хх.хх.хххх — 05.05.1876 — командующий войсковой старшина Сидоров, Иван Иванович
- 05.05.1876 — 13.11.1876 — подполковник Рытиков, Василий Кузьмич
- 13.11.1876 — 04.12.1876 — командующий войсковой старшина Лозин, Иван Степанович
- 04.12.1876 — 06.11.1879 — подполковник Рытиков, Василий Кузьмич
- 06.11.1879 — 22.08.1882 — войсковой старшина (затем подполковник) Рудаков, Михаил Григорьевич
- 22.08.1882 — 09.08.1885 — подполковник (с 15.05.1883 полковник) Зотов, Александр Сергеевич
- 09.08.1885 — 28.09.1888 — полковник Рытиков, Василий Кузьмич
- 28.09.1888 — хх.хх.1891 — войсковой старшина Казмичев (Козьмичев), Павел Павлович
- хх.хх.1891 — 19.08.1894 — войсковой старшина Золотарёв, Иван Иванович
- 19.08.1894 — хх.хх.1897 — войсковой старшина Медведев, Василий Иванович

### Командиры 9-го конно-артиллерийского дивизиона
Дивизион был сформирован 1 апреля 1896 года путем включения в него 16-й конно-артиллерийской и 2-й Донской казачьей батарей, ранее приписанных к 9-й кавалерийской дивизии.
- 01.04.1896 — 29.12.1899 — полковник Фаленберг, Фёдор Петрович
- 30.12.1899 — 17.05.1902 — полковник Куракин, Николай Иванович
- 17.05.1902 — 28.06.1907 — полковник Качуринцев, Василий Алексеевич
- 18.07.1907 — 16.12.1914 — полковник (с 27.09.1914 генерал-майор) Андреев, Иван Никанорович
- 24.06.1915 — 17.03.1917 — полковник (с 15.03.1917 генерал-майор) князь Кантакузин, Владимир Георгиевич
- 28.04.1917 — хх.хх.хххх — полковник Саблин, Сергей Александрович

## Комментарии
1. ↑  Умер в должности. Высочайшим приказом от 05.02.1876 исключен из списков умершим.
2. ↑  Умер в должности. Высочайшим приказом от 17.10.1877 исключен из списков умершим.